# KZ Vaivara
Das Konzentrationslager Vaivara war ein nationalsozialistisches Konzentrationslager im Kreis Ida-Viru in der kleinen Gemeinde Vaivara, etwa 190 Kilometer östlich von Tallinn, der heutigen Hauptstadt Estlands.

## Gründung
Estland war seit 1941 von deutschen Truppen besetzt. Der Reichsführer SS Heinrich Himmler ordnete am 21. Juni 1943 an, die verbliebenen Ghettos im Baltikum aufzulösen. Ein Großteil der arbeitsfähigen Juden sollte zur Ölschieferproduktion für die „Baltische Öl Gesellschaft m.b.H.“ (Baltöl) eingesetzt werden, welche Anlagen der britischen New Consolidated Gold Fields Ltd. in Kohtla übernommen hatte.
Das Konzentrationslager Vaivara wurde am 19. September 1943 als Aufnahme- und Durchgangslager eröffnet. Lagerkommandant war über die gesamte Zeit des Bestehens des Konzentrationslagers Vaivara Hans Aumeier (zuletzt SS-Hauptsturmführer). Verwaltungsführer war Otto Brenneis. Diesem Konzentrationslager waren zeitweilig 27 Nebenlager unterstellt, darunter das KZ-Außenlager Klooga. Mehrere dieser Außenlager, intern als „Arbeitslager“ bezeichnet, waren gleich groß oder sogar größer als das Stammlager Vaivara.

## Häftlinge
Insgesamt durchliefen 20.000 Gefangene das Stammlager. Die meisten von ihnen wurden aus den Lagern Ghetto Vilnius und Ghetto Kaunas dorthin verlegt, in vielen Fällen waren es ganze Familien. Kleinere Gruppen deutscher und tschechischer Juden waren über Theresienstadt nach Estland deportiert worden; auch aus Riga und Ungarn trafen einzelne Gruppen ein. Im November 1944 wurde mit 9207 Personen die Höchstzahl von jüdischen Häftlingen für das gesamte Vaivara-Lagersystem festgestellt.
Obwohl die Ausbeutung der Arbeitskraft, nicht aber die Tötung arbeitsfähiger Juden das Ziel war, kam durch unzureichende Ernährung bei elfstündiger Schwerarbeit, mangelhafte Hygiene und schlechte ärztliche Versorgung zwischen Oktober 1943 bis Juni 1944 im gesamten Vaivara-Lagerkomplex ein Sechstel der Lagerinsassen zu Tode. Kinder und Arbeitsunfähige wurden in besonderen Lagerteilen von Vaivara (später in Ereda) zusammengefasst. Im Februar 1944 wurden von dort rund 1100 arbeitsunfähige Personen, unter ihnen 184 Kinder, ins KZ Riga-Kaiserwald oder ins KZ Auschwitz geschickt; eine weitere Gruppe von 500 Juden wurde im April 1944 von Ereda aus deportiert.

## Außenlager/Arbeitslager
Im Oktober 1943 wurden schon elf Außenlager von Vaivara aus verwaltet, später waren es 21. Teilweise sind aus den Akten weitere Produktionsstätten der „Baltöl“ sowie der Organisation Todt (OT) bekannt, in denen jüdische Zwangsarbeiter eingesetzt waren, ohne dass jedoch an diesem Orte ein Nebenlager von Vaivara nachweisbar ist. Möglicherweise mussten die dort eingesetzten Zwangsarbeiter täglich mehrstündige Anmarschwege zurücklegen.
Als Arbeitslager des KZ Vaivara werden genannt: Aseri, Auvere, Erides, Kohtla-Goldfields, Jewe, Kerestowo, Kiviõli, Klooga, Kunda, Kuremaa, Lagedi, Lodensee, Narwa-Hungerburg, Narwa, Putki, Reval, Sonda, Soski, Ülenurme und Wiwikond.
Einige dieser Lager dienten nicht der Ölschiefergewinnung. In Klooga wurden Seeminen mit Betonmantel hergestellt, Häftlinge im Lager Narva bauten Befestigungsstellungen, Zwangsarbeiter einiger kleiner Lager führten Gleisbau- und Waldarbeiten aus.
Bei der Baltöl und den Ölschiefergewinnungsbetrieben der OT machten jedoch die jüdischen Zwangsarbeiter nur einen Anteil von unter 20 Prozent der Beschäftigten aus. Den Hauptteil der Arbeiter stellten sowjetische Kriegsgefangene, Umsiedler aus Russland sowie Zwangs- und Zivilarbeiter aus einer Reihe von anderen Ländern, darunter Frankreich und Holland. Diese nicht-jüdischen Arbeiter waren – oftmals am selben Ort – in separaten Lagern untergebracht.

## Lagerauflösung
Der Großteil der Gefangenen des Konzentrationslagers Vaivara wurden beim Herannahen der Roten Armee zu Beginn der monatelangen Schlacht um den Brückenkopf von Narva am 4. Februar 1944 „evakuiert“. Der Fußmarsch nach Kohtla-Goldfields dauerte drei Tage; 44 Tote gab es bei diesem Todesmarsch. Bevor die Außenlager geräumt wurden, wurden nach einer Selektion im Juli 1944 etwa zehn Prozent der Häftlinge erschossen. Ein Teil der Häftlinge wurde später auf Schiffe verladen und in das Konzentrationslager Stutthof und weiter nach Natzweiler verschleppt.
Die in Vaivara verbliebenen Häftlinge wurden am 28. Juni 1944 durch die Rote Armee befreit. Die Zwangsarbeiter in den Lagern Lagedi und Klooga wurden im September 1944 von Erschießungskommandos der Waffen-SS und der Sicherheitspolizei umgebracht.

## Gedenken
Konzentrationslager wie Klooga und Ereda wurden in der Nachkriegszeit Stätten, in denen der Opfer gedacht, zugleich auch die Befreiung durch sowjetische Truppen gefeiert wurde. Im unabhängigen Estland kam es darüber zu einer Kontroverse. Auf Initiative einer amerikanischen Organisation wurden Gedenksteine ausschließlich für jüdische Opfer gesetzt; dabei wurden auch die früher überhöhten Zahlenangaben korrigiert.